# 列列希夫卡
49°56′37″N 23°41′9″E / 49.94361°N 23.68583°E

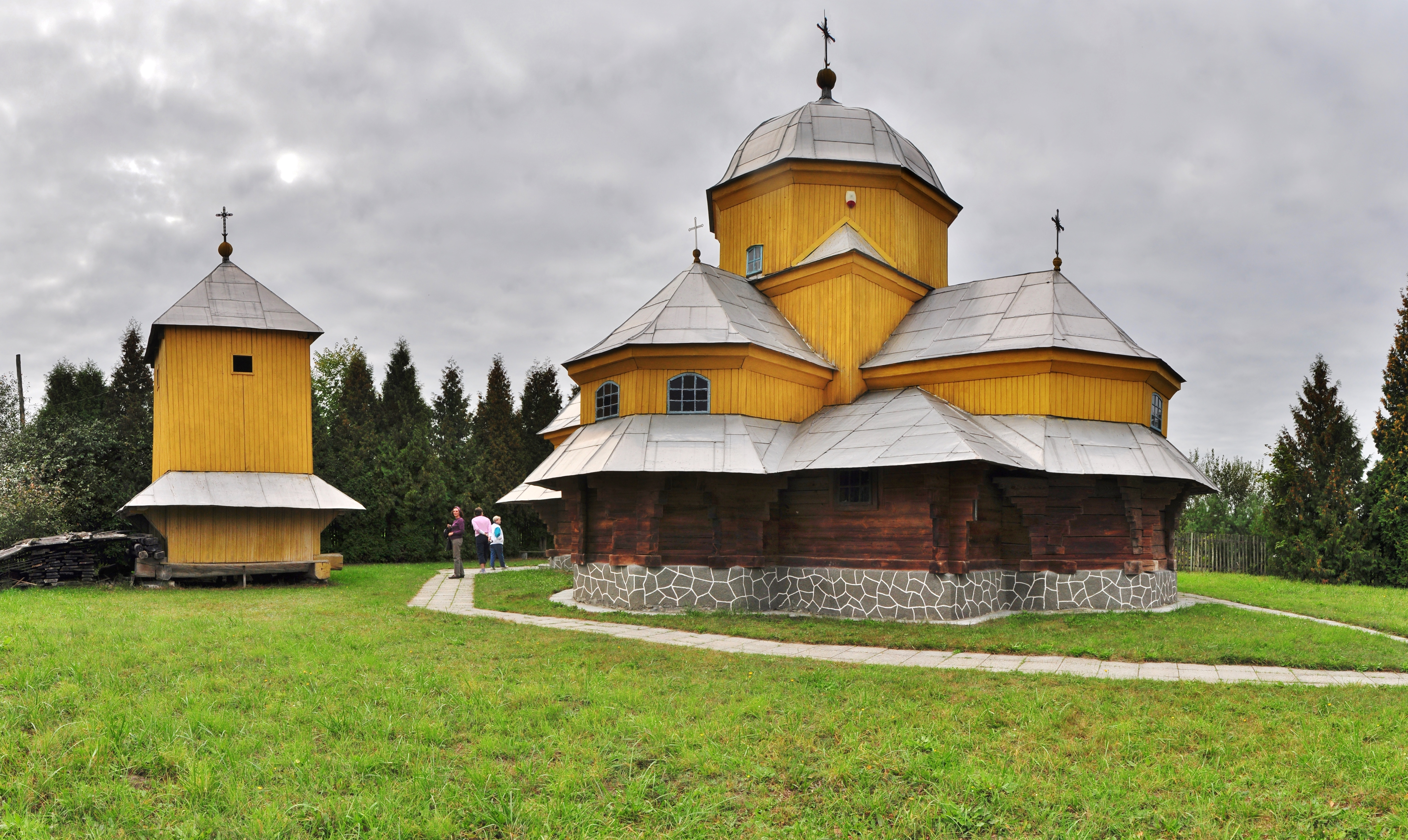

列列希夫卡（烏克蘭語：Лелехівка），是烏克蘭的村落，位於該國西部利沃夫州，由亞沃里夫區負責管轄，面積1.17平方公里，海拔高度301米，2001年人口352，人口密度每平方公里300.85人。